# Lori Williams
Lori Williams (nascida em 23 de março de 1946, em Pittsburgh) é uma atriz norte-americana, que é conhecida por sua atuação no filme de culto de 1965, Faster, Pussycat! Kill! Kill!.

## Filmografia
- Get Yourself a College Girl (1964)
- A Swingin' Summer (1965)
- Faster, Pussycat! Kill! Kill! (1965)
- It's a Bikini World (1967)